# غار مغان

دهانه غار مغان

غار مغان در ۲۷ کیلومتری شهر مشهد و در جنوب روستای مغان واقع شده‌است. قدمت این پدیده را بر اساس مدارک موجود و اکتشاف فسیلهای حلزونی در مسیرهای منتهی به غار، می‌توان صد میلیون سال پیش یا دوره دوم زمین‌شناسی دانست که به علت وجود پرتگاه‌های خطرناک در غار مغان ورود به داخل آن بدون راهنما و ابزار مورد نیاز می‌تواند خطرناک باشد. این غار دارای دو دهانه‌است. ارتفاع آن از دریا ۲۹۱۰ متر می‌باشد. درون غار آثار استالاگمیت و استالاکتیت و چندین حلقه چاه وجود دارد که عمق یکی از این چاه‌ها ۲۵ متر می‌باشد. همچنین در این غار پرتگاهی به عرض ۳۵ متر و برکهٔ آبی وجود دارد. این غار در سال ۱۳۲۴ توسط کوهنوردان شهرستان مشهد کشف شده‌است.
این غار دارای دهلیزها و راه‌های پر پیچ و خم گوناگونی است که در صورت عدم آشنایی با محیط احتمال گم شدن زیاد است. از سقف این غار زیبا ستونهای استالاکتیت (Stalactite) و استالاگمیت (Stalagmite) که از جنس آهکی هستند آویزان است و منظره بسیار جالبی را به وجود آورده‌اند. در درون غار چشمه آبی وجود دارد که علاوه برزلالی و گوارایی آن، بسیار سرد است. درون این غار چاه‌های مختلفی نیز وجود دارد که درون بعضی از آنها خفاش‌هایی نیز زندگانی می‌کنند.
برای رسیدن به غار مغان باید از جاده کوهستانی پر پیچ و خمی که از منطقه سیدی در جنوب مشهد و کوه خلج شروع می شود عبور کرد و پس از گذشتن از روستاهای بسیار دیدنی منطقه مانند بالندر ، اردمه و خان رود به مغان رسید. از روستای مغان پس از طی کوچه هایی دو کیلومتری به چشمه می رسیم که محل اتراق و ابتدای پیاده روی به سمت غار است. غار در انتهای روستا واقع شده و دارای دو دهانه بوده و ارتفاع آن از سطح دریا ۲۹۱۰ متر می باشد. به علت وجود پرتگاه های خطرناک، دهلیزها، راه های پر پیچ و خم گوناگون در غار مغان ، ورود به داخل آن بدون راهنما و ابزار مورد نیاز خطرناک است.